# Korthalsia bejaudii
Korthalsia bejaudii là loài thực vật có hoa thuộc họ Arecaceae. Loài này được Gagnep. ex Humbert mô tả khoa học đầu tiên năm 1937.